# Hastings (Landes)
Hastings (en francès Hastingues) és un municipi francès situat al departament de les Landes i a la regió de la Nova Aquitània. Fou fundat el 1298 per l'anglès John Hastings.

## Demografia
| 1962                                       | 1968 | 1975 | 1982 | 1990 | 1999 | 2007 |
| ------------------------------------------ | ---- | ---- | ---- | ---- | ---- | ---- |
| 385                                        | 401  | 408  | 447  | 472  | 447  | 535  |
| Des de 1962: població sense dobles comptes |      |      |      |      |      |      |

## Administració
| Període   | Identitat      | Partit |
| --------- | -------------- | ------ |
| 2001-2008 | Rémy Lacroix   |        |
| 2008-     | Pierre Ducarre | PS     |